# Komplexer projektiver Raum
Ein komplexer projektiver Raum ist in der Mathematik der projektive Raum eines komplexen Vektorraumes, welcher sämtliche komplexe Ursprungsgeraden (eindimensionale komplexe Untervektorräume, also zweidimensionale reelle Untervektorräume) von diesem enthält. {\displaystyle \mathbb {C} P^{n}} notiert dabei den projektiven Raum von {\displaystyle \mathbb {C} ^{n+1}} und wird {\displaystyle n}-ter komplexer projektiver Raum genannt. Ein komplexer projektiver Raum ist ein Spezialfall einer Graßmann-Mannigfaltigkeit durch {\displaystyle \mathbb {C} P^{n}=\operatorname {Gr} _{1}(\mathbb {C} ^{n+1})}.

## Konstruktion
Auf dem komplexen euklidischen Raum {\displaystyle \mathbb {C} ^{n+1}\setminus \{0\}} ohne Ursprung ist die Relation {\displaystyle x\sim y}, wenn es einen komplexen Skalar {\displaystyle \lambda \in \mathbb {C} ^{\times }=\mathbb {C} \setminus \{0\}} mit {\displaystyle x=\lambda y} gibt, eine Äquivalenzrelation. {\displaystyle \mathbb {C} P^{n}} ist der Faktorraum von {\displaystyle \mathbb {C} ^{n+1}\setminus \{0\}} unter dieser Äquivalenzrelation. Die Äquivalenzklasse einer Koordinate {\displaystyle (z_{0},\ldots ,z_{n})\in \mathbb {C} ^{n-1}\setminus \{0\}} wird als {\displaystyle [z_{0}:\ldots :z_{n}]\in \mathbb {C} P^{n}} notiert. Dieser Raum ist eine komplexe Mannigfaltigkeit, was an der alternativen Definition durch die eindimensionalen Untervektorräume von {\displaystyle \mathbb {C} ^{n+1}}, also als Graßmann-Mannigfaltigkeit {\displaystyle \mathbb {C} P^{n}=\operatorname {Gr} _{1}(\mathbb {C} ^{n+1})}, erkennbar ist. Dabei gilt:
{\displaystyle \dim _{\mathbb {C} }\mathbb {C} P^{n}=n{\text{ bzw. }}\dim _{\mathbb {R} }\mathbb {C} P^{n}=2n}.
Eine alternative Konstruktion ist die Einschränkung auf die Sphären {\displaystyle S^{2n+1}\subset \mathbb {C} ^{n+1}\setminus \{0\}} und {\displaystyle S^{1}\subset \mathbb {C} \setminus \{0\}} bei der Betrachtung dieser Äquivalenzrelation. Dadurch ergibt sich ein Faserbündel:
{\displaystyle S^{1}\rightarrow S^{2n+1}\rightarrow \mathbb {C} P^{n}.}

## Niedrigdimensionale Beispiele
- {\displaystyle \mathbb {C} P^{0}} ist der einpunktige Raum.
- {\displaystyle \mathbb {C} P^{1}} wird komplexe projektive Gerade oder Riemannsche Zahlenkugel genannt und ist homöomorph zur {\displaystyle 2}-Sphäre {\displaystyle S^{2}}.[3] Die zusammen mit der kanonischen Projektion {\displaystyle \mathbb {C} ^{2}\rightarrow \mathbb {C} P^{1}} erzeugte Abbildung {\displaystyle \mathbb {C} ^{2}\cong \mathbb {R} ^{4}\supset S^{3}\rightarrow S^{2}\cong \mathbb {C} P^{1}} zwischen Sphären ist die komplexe Hopf-Faserung {\displaystyle h_{\mathbb {C} }}.[4]
- {\displaystyle \mathbb {C} P^{2}} wird komplexe projektive Ebene genannt. Nach dem Arnold–Kuiper–Massey-Theorem ist der Quotientenraum unter Wirkung der ersten orthogonalen Gruppe {\displaystyle \operatorname {O} (1)\cong \mathbb {Z} _{2}} (also durch komplexe Konjugation) die {\displaystyle 4}-Sphäre:[5]
{\displaystyle \mathbb {C} P^{2}/\operatorname {O} (1)\cong S^{4}.}
- {\displaystyle \mathbb {C} P^{3}} ist homöomorph zum den Faktorräumen {\displaystyle \operatorname {SO} (5)/\operatorname {U} (2)} und {\displaystyle \operatorname {Sp} (2)/(\operatorname {U} (1)\times \operatorname {Sp} (1))}.[6] Mit der ersten Darstellung ergibt sich eine einfache Formulierung der Twistor-Faserung (oder Calabi-Penrose-Faserung).

## Eigenschaften
- Jede stetige Abbildung {\displaystyle \mathbb {C} P^{n}\rightarrow \mathbb {C} P^{n}} mit {\displaystyle n} gerade hat einen Fixpunkt (also {\displaystyle \mathbb {C} P^{n}} die Fixpunkteigenschaft für {\displaystyle n} gerade).[7] Für {\displaystyle n} ungerade gilt dies nicht, da dann die Abbildung {\displaystyle \mathbb {C} P^{n}\rightarrow \mathbb {C} P^{n},[z_{0}:z_{1}:....:z_{n-1}:z_{n}]\mapsto [z_{1}:-z_{0}:....:z_{n}:-z_{n-1}]} keinen Fixpunkt hat.[7]
- Es ist {\displaystyle \operatorname {TC} (\mathbb {C} P^{n})=2n+1} (mit der Konvention {\displaystyle \operatorname {TC} (\{*\})=1}).[8]

## CW-Struktur
Der komplexer projektive Raum {\displaystyle \mathbb {C} P^{n}} ist ein CW-Komplex. {\displaystyle \mathbb {C} P^{n}} entsteht aus {\displaystyle \mathbb {C} P^{n-1}} durch Anklebung einer {\displaystyle 2n}-Zelle. Da {\displaystyle \mathbb {C} P^{0}} aus einer {\displaystyle 0}-Zelle besteht, hat die CW-Struktur auf {\displaystyle \mathbb {C} P^{n}} daher eine Zelle in jeder geraden Dimension {\displaystyle k} von {\displaystyle 0\leq k\leq 2n}.

## Verbindung mit dem reellen projektiven Raum
Die reellen projektiven Räume lassen sich mit den komplexen projektiven Räumen verbinden. {\displaystyle \mathbb {R} ^{2n}} ist isomorph zu {\displaystyle \mathbb {C} ^{n}} als {\displaystyle \mathbb {R} }-Vektorraum durch den {\displaystyle \mathbb {R} }-Vektorraumisomorphismus:
{\displaystyle \phi \colon \mathbb {R} ^{2n}\rightarrow \mathbb {C} ^{n},(x,y)\mapsto x+iy.}
Durch den Übergang auf die jeweiligen Äquivalenzklassen ihrer projektiven Räume ergibt sich eine stetige Abbildung:
{\displaystyle [\phi ]\colon \mathbb {R} P^{2n-1}\rightarrow \mathbb {C} P^{n-1},[x]\mapsto [\phi (x)].}
Diese Abbildung ist wohldefiniert, denn für {\displaystyle x,y\in \mathbb {R} ^{2n}\setminus \{0\}}, für die ein {\displaystyle \lambda \in \mathbb {R} \setminus \{0\}} mit {\displaystyle x=\lambda y} existiert (also {\displaystyle x\sim y} in {\displaystyle \mathbb {R} P^{2n-1}}), gilt {\displaystyle \phi (x)=\lambda \phi (y)} (also {\displaystyle \phi (x)\sim \phi (y)} in {\displaystyle \mathbb {C} P^{n-1}}), da {\displaystyle \phi } ein {\displaystyle \mathbb {R} }-Vektorraumisomorphismus ist. Es ergibt sich sogar ein Faserbündel:
{\displaystyle S^{1}\rightarrow \mathbb {R} P^{2n-1}\rightarrow \mathbb {C} P^{n-1}.}
Für {\displaystyle n=2} ergibt sich dabei mit {\displaystyle \mathbb {C} P^{1}\cong S^{2}} der Spezialfall:
{\displaystyle S^{1}\rightarrow \mathbb {R} P^{3}\rightarrow S^{2}.}

## Algebraische Topologie

### Homotopie
Die Homotopiegruppen des komplexen projektiven Raumes {\displaystyle \mathbb {C} P^{n}} lassen sich über die lange exakte Sequenz von Homotopiegruppen des Faserbündels {\displaystyle S^{1}\rightarrow S^{2n+1}\rightarrow \mathbb {C} P^{n}} berechnen und sind gegeben durch:
{\displaystyle \pi _{k}(\mathbb {C} P^{n})\cong {\begin{cases}0&;k=1\\\mathbb {Z} &;k=2\\\pi _{k}(S^{2n+1})&;k>2\end{cases}}.}

### Homologie
Die Homologiegruppen des komplexen projektiven Raumes {\displaystyle \mathbb {C} P^{n}} lassen sich über zelluläre Homologie aus dessen CW-Struktur berechnen und sind mit einer abelsche Gruppe {\displaystyle G} gegeben durch:
{\displaystyle H_{k}(\mathbb {C} P^{n};G)\cong {\begin{cases}G&;k{\text{ gerade}},0\leq k\leq 2n\\1&;{\text{sonst.}}\end{cases}}.}

### Kohomologie
Die Kohomologiegruppen des komplexen projektiven Raumes {\displaystyle \mathbb {C} P^{n}} sind mit einer abelsche Gruppe {\displaystyle G} gegeben durch:
{\displaystyle H^{k}(\mathbb {C} P^{n};G)\cong {\begin{cases}G&;k{\text{ gerade}},0\leq k\leq 2n\\1&;{\text{sonst.}}\end{cases}}.}
Für den Kohomologiering gilt:
{\displaystyle H^{*}(\mathbb {C} P^{n};\mathbb {Z} )=\mathbb {Z} [c_{1}]/(c_{1}^{n+1}),}
wobei {\displaystyle c_{1}} die erste Chern-Klasse ist.

## K-Theorie

### Tautologisches Geradenbündel
Es gibt ein kanonisches (komplexes) Geradenbündel über dem komplexen projektiven Raum {\displaystyle \mathbb {C} P^{n}}, da dessen Punkte per Konstruktion aus eindimensionalen (komplexen) Untervektorräumen bestehen, definiert durch:
{\displaystyle \gamma _{\mathbb {C} }^{1,n}:=\{(z,V)\in \mathbb {C} ^{n+1}\times \mathbb {C} P^{n}|z\in V\}}
{\displaystyle \pi _{\mathbb {C} }^{1,n}\colon \gamma _{\mathbb {C} }^{1,n}\rightarrow \mathbb {C} P^{n},(z,V)\mapsto V.}
Das ist ein Spezialfall des tautologischen Vektorbündels über Graßmann-Mannigfaltigkeiten.

### Tangentialbündel
Für das Tangentialbündel des komplexen projektiven Raumes {\displaystyle \mathbb {C} P^{n}} gilt:
{\displaystyle T\mathbb {C} P^{n}\oplus {\underline {\mathbb {C} }}\cong (\gamma _{\mathbb {C} }^{1,n})^{n+1}.}

### K-Gruppen
Es gilt:
{\displaystyle K^{0}(\mathbb {C} P^{n})=\mathbb {Z} ^{n+1}}
{\displaystyle K^{1}(\mathbb {C} P^{n})=0.}

## Unendlicher komplexer projektiver Raum
Die kanonische Inklusion {\displaystyle \mathbb {C} ^{n+1}\hookrightarrow \mathbb {C} ^{n+2},z\mapsto (z,0)} erzeugt eine wohldefinierte kanonische Inklusion {\displaystyle \mathbb {C} P^{n}\hookrightarrow \mathbb {C} P^{n+1},[z]\mapsto [(z,0)]}. Der direkte Limes dieser Kette an Inklusionen wird als:
{\displaystyle \mathbb {C} P^{\infty }:=\lim _{n\rightarrow \infty }\mathbb {C} P^{n}}
bezeichnet und unendlicher komplexer projektiver Raum genannt.
Die obigen Faserbündel {\displaystyle S^{1}\rightarrow S^{2n+1}\rightarrow \mathbb {C} P^{n}} und {\displaystyle S^{1}\rightarrow \mathbb {R} P^{2n-1}\rightarrow \mathbb {C} P^{n-1}}erzeugen durch direkten Limes jeweils Faserbündel {\displaystyle S^{1}\rightarrow S^{\infty }\rightarrow \mathbb {C} P^{\infty }} und  {\displaystyle S^{1}\rightarrow \mathbb {R} P^{\infty }\rightarrow \mathbb {C} P^{\infty }}. Da die unendlichdimensionale Sphäre {\displaystyle S^{\infty }} zusammenziehbar ist (also alle Homotopiegruppen verschwinden), folgt aus der langen exakten Sequenz von Homotopiegruppen für die des unendlichen komplexen projektiven Raumes {\displaystyle \mathbb {C} P^{\infty }}:
{\displaystyle \pi _{k}(\mathbb {C} P^{\infty })\cong \pi _{k-1}(S^{1})={\begin{cases}\mathbb {Z} &;k=2\\1&;{\text{sonst.}}\end{cases}}.}
Die CW-Struktur überträgt sich ebenfalls durch den direkten Limes, sodass der unendlich komplex projektive Raum {\displaystyle \mathbb {C} P^{\infty }} eine CW-Struktur mit einer Zelle in jeder geraden Dimension hat. Mit zellulärer Homologie folgt mit einer abelsche Gruppe {\displaystyle G} daraus:
{\displaystyle H_{k}(\mathbb {C} P^{\infty };G)={\begin{cases}G&;k{\text{ gerade}}\\1&;k{\text{ ungerade}}\end{cases}}.}
Das tautologische Linienbündel lässt sich durch den direkten Limes {\displaystyle \gamma _{\mathbb {C} }^{1}:=\lim _{n\rightarrow \infty }\gamma _{\mathbb {C} }^{1,n}} über die kanonischen Inklusionen {\displaystyle \gamma _{\mathbb {C} }^{1,n}\hookrightarrow \gamma _{\mathbb {C} }^{1,n+1},(z,V)\mapsto ((z,0),V\times \{0\})} auf {\displaystyle \mathbb {C} P^{\infty }} fortsetzen und ist ein Spezialfall eines universellen Vektorbündels. Die Namensgebung kommt daher, dass sich jedes komplexe Linienbündel als zurückgezogenes Vektorbündel aus diesem erhalten lässt, also für jedes komplexe Linienbündel {\displaystyle \pi \colon E\rightarrow B} mit {\displaystyle B} parakompakt (bis auf Homotopie) eine klassifizierende Abbildung {\displaystyle f\colon B\rightarrow \mathbb {C} P^{\infty }} existiert, sodass {\displaystyle \pi =f^{*}\pi _{\mathbb {C} }^{1}}. Es gibt daher eine Isomorphie von Mengen:
{\displaystyle \operatorname {Vect} _{\mathbb {C} }^{1}(B)\cong [B,\mathbb {C} P^{\infty }].}
Etwa ist der Rückzug des universellen Vektorbündels {\displaystyle \gamma _{\mathbb {C} }^{1}} entlang der kanonischen Inklusion {\displaystyle \mathbb {C} P^{n}\hookrightarrow \mathbb {C} P^{\infty }} (also {\displaystyle B=\mathbb {C} P^{n}}) wieder das tautologische Linienbündel {\displaystyle \gamma _{\mathbb {C} }^{1,n}}.
{\displaystyle \mathbb {C} P^{\infty }} ist {\displaystyle \operatorname {BU} (1)}, der klassifizierende Raum von {\displaystyle \operatorname {U} (1)}, der ersten unitären Gruppe, und dadurch ebenso {\displaystyle K(\mathbb {Z} ,2)}, der zweite Eilenberg–MacLane-Raum von {\displaystyle \pi _{1}\operatorname {U} (1)\cong \mathbb {Z} } wie oben bereits gezeigt. Das bedeutet, dass {\displaystyle \mathbb {C} P^{\infty }} die zweite singuläre Kohomologie mit ganzen Koeffizienten darstellt (vergleiche mit dem Brownschen Darstellungssatz), also für topologische Räume {\displaystyle B} mit dem Homotopietyp eines CW-Komplexes (also insbesondere parakompakt) sogar spezieller gilt:
{\displaystyle \operatorname {Vect} _{\mathbb {C} }^{1}(B)\cong [B,\mathbb {C} P^{\infty }]\cong H^{2}(B;\mathbb {Z} ).}
Dabei ist der Isomorphismus (Homomorphismus, falls {\displaystyle B} nicht vom Homotopietyp eines CW-Komplexes ist) durch die erste Chern-Klasse {\displaystyle c_{1}\colon \operatorname {Vect} _{\mathbb {C} }^{1}(B)\rightarrow H^{2}(B;\mathbb {Z} )} gegeben.
Der Kohomologiering des unendlichen komplexen projektiven Raumes {\displaystyle \mathbb {C} P^{\infty }} mit Koeffizienten in {\displaystyle \mathbb {Z} } ist gegeben durch:
{\displaystyle H^{*}(\mathbb {C} P^{\infty };\mathbb {Z} )=\mathbb {Z} [c_{1}],}
wobei {\displaystyle c_{1}} die erste Chern-Klasse ist. Das folgt direkt aus dem allgemeineren Resultat für den klassifizierenden Raum von {\displaystyle \operatorname {U} (n)}:
{\displaystyle H^{*}(\operatorname {BU} (n);\mathbb {Z} )=\mathbb {Z} [c_{1},\ldots ,c_{n}].}